# Jacek Taylor
Jacek Edward Taylor (ur. 25 września 1939 w Poznaniu) – polski prawnik i polityk, działacz opozycji antykomunistycznej w okresie PRL, poseł na Sejm I i II kadencji, w latach 1997–2001 kierownik Urzędu do spraw Kombatantów i Osób Represjonowanych.

## Życiorys
Syn poznańskiego adwokata Leona Taylora i Zofii z domu Rubach, wnuk Edwarda Taylora. W 1962 ukończył studia na Wydziale Prawa Uniwersytetu im. Adama Mickiewicza. Po zaliczeniu aplikacji adwokackiej rozpoczął prywatną praktykę zawodową. W latach 1968–1991 praktykował w Gdańsku jako adwokat. Od 1978 współpracował z opozycją demokratyczną, najpierw WZZ, następnie NSZZ „Solidarność”. Należał do Stowarzyszenia Opieki nad Więźniami „Patronat”. W grudniu 1981 uniknął internowania dzięki ostrzeżeniu otrzymanemu od Adama Hodysza. Kilka miesięcy ukrywał się, następnie wrócił do wykonywania zawodu adwokata, udzielając się jako obrońca w procesach politycznych. W latach 80. stał się jednym z czołowych prawników współpracujących z podziemną „Solidarnością”. Reprezentował m.in. Zofię Romaszewską, Zbigniewa Romaszewskiego, Andrzeja Gwiazdę, a także Adama Hodysza.
Brał udział w obradach Okrągłego Stołu w podzespole do spraw reformy prawa i sądów. W latach 1991–1997 był posłem na Sejm I i II kadencji z listy Unii Demokratycznej. W wyborach parlamentarnych w 1997 bez powodzenia ubiegał się o reelekcję z ramienia Unii Wolności. Po utworzeniu rządu Jerzego Buzka z rekomendacji UW w tym samym roku objął stanowisko kierownika Urzędu do spraw Kombatantów i Osób Represjonowanych, które zajmował do 2001. Następnie pracował jako prokurator Prokuratury Apelacyjnej w Gdańsku (2001–2004). W 2004 przeszedł w stan spoczynku.
W lutym 2008 został przedstawicielem ministra skarbu państwa w radzie Fundacji „Polsko-Niemieckie Pojednanie”. W kwietniu 2009 zasiadł w radzie nadzorczej Stowarzyszenia Pracowników, Współpracowników i Przyjaciół Rozgłośni Polskiej Radia Wolna Europa Imienia Jana Nowaka-Jeziorańskiego w Warszawie. Był bliskim przyjacielem Jana Nowaka-Jeziorańskiego.
W wydanej w 2017 przez Wydawnictwo „Znak” książce Architekt wolnej Polski. Świat idei i wartości Tadeusza Mazowieckiego (pod redakcją Aleksandra Halla) ukazał się jego tekst pt.: O sprawiedliwości. W 2018 w ramach serii „Biblioteka Palestry” wydawnictwo Arche wydało książkę Naprawdę trzeba było coś zrobić. Z Jackiem Taylorem rozmawia Anna Machcewicz, w której Jacek Taylor opowiedział o dzieciństwie, czasach studenckich, pracy adwokata w okresie komunizmu, a także o okresie przemian ustrojowych państwa.
Został członkiem Światowego Związku Żołnierzy Armii Krajowej. W 2023 wybrano go na przewodniczącego Rady Fundacji Polskiego Państwa Podziemnego.

## Odznaczenia i wyróżnienia
- Krzyż Komandorski Orderu Odrodzenia Polski – 2011[7]
- Odznaka Honorowa „Za Zasługi dla Ochrony Praw Człowieka” – 2017[8]
- Odznaka Honorowa za Zasługi dla Wymiaru Sprawiedliwości – 2024[9]
- Nagroda im. Edwarda J. Wende – 2007[10]